# Federico I de Núremberg
Federico I de Núremberg (antes de 1139 - después del 1 de octubre de 1200) fue el primer burgrave de Núremberg de la casa de Hohenzollern. Era el hijo menor del conde Federico II de Zollern y se convirtió en conde de Zollern como tras la muerte de sus otros parientes varones.

## Vida
A partir de 1171 Federico I se significó como partidario de los Hohenstaufen, encabezados por el emperador Federico I Barbarroja y sus hijos, Federico V de Suabia, el futuro emperador Enrique VI, y el rey alemán Felipe de Suabia, y participó en la acción de Barbarroja contra Enrique el León en 1180. En la carrera de Federico, con posesiones mayormente situadas en Suabia, sería especialmente importante su matrimonio con Sofía de Raabs, alrededor de 1184, hija única hija de Conrado II de Raabs y heredera del burgraviato de Núremberg.
Tras recibir el burgraviato de manos de Enrique VI tras la muerte de Conrado alrededor de 1191, se convirtió en el fundador de las ramas suaba y Francona de la (más tarde imperial) Casa de Hohenzollern, que rebautizó Hohenzollern para distinguirla de la casa de Zollern. A través de su esposa, como única heredera de los condes de Raabs y de Abenberg, Federico fue capaz de añadir posesiones en Austria y Franconia, respectivamente, a su línea.

## Familia e hijos
Con Sofia de Raabs tuvo los siguientes hijos:
1. Conrado I, burgrave de Nuremberg (fallecido en 1261). Hijo mayor (rama de Franconia, más tarde Electores de Brandeburgo y Reyes de Prusia);
2. Federico IV de Zollern[1] (fallecido el 30 de diciembre de 1255)  (rama de Suabia);
3. Isabel (fallecida en 1255), casada con el landgrave Gerardo III de Leuchtenberg.